# Кабанник Олександра Йосипівна
Кабанник, також Шотен-Кабанник Олександра Йосипівна (1896—2.10.1986) — український лікар-невропатолог, писхіатр, кандидат медичних наук (1940). Працювала доцентом кафедри нервових хвороб Київського медичного інституту. У 1932-1934 роках була директором Київського медичного інституту, у 1935-1937 очолювала Київський психоневрологічний інститут.

## Біографія
У 1917 році була обрана першим секретарем Сквирського повітового комітету КП(б)У. Була делегатом II з'їзду КП(б)У. Восени 1918 року направлена більшовиками до Сквири організовувати повстання проти гетьмана Павла Скоропадського. У березні 1919 року очолила Сквирський повітовий комітет КП(б)У.
У 1931 році закінчила лікувально-профілактичний факультет Київського медінституту, наступного року призначена його директором. У 1935-37 роках очолювала Київський психоневрологічний інститут. У 1940 році захистила дисертацію кандидата медичних наук. Брала участь у німецько-радянській війні
У 1945—1958 роках працювала асистентом кафедри нервових хвороб, надалі була доцентом кафедри.

## Нагороди та звання
- Орден Трудового Червоного Прапора
- Почесний громадянин міста Сквира
- медалі[5]

## Наукові публікації
- Вайншток, И.Б.; Кабанник, А.О. (серпень 1959). К вопросу об осложнениях при новокаиновой спинномозговой анестезии. Советская медицина. 23: 113—116. PMID 13840712.(рос.)